# Ionuț Năstăsie
Ionuț Năstăsie (n. 7 ianuarie 1992, Craiova, România) este un fotbalist român, care joacă pe post de mijlocaș la Slatina în Liga a II-a. Pe plan internațional, are prezențe la națională pentru România Sub-19 și România Sub-21.

## Cariera
A început fotbalul la FC Steaua București, și a jucat inițial la echipa a doua a clubului. În vara lui 2011, după un an la Steaua 2, este promovat la prima echipă a Stelei, unde în 6 meciuri nu a marcat niciun gol și nu a reușit să se impună, deși în acel an a fost și convocat pentru naționalele U19 și U21 ale României. A trecut la FC Viitorul, dar în 2014 și-a reziliat contractul.
A urmat o pauză de doi ani în carieră, după care a revenit pe teren pentru FC Argeș, echipă revitalizată după falimentul societății comerciale ce o administra. A jucat acolo din 2016 până în 2021, ajungând cu echipa din eșalonul județean până în Liga II, după care s-a transferat la FC Hermannstadt.